# 나약한 복수
나약한 복수(Un borghese piccolo piccolo, A Very Little Man)는 이탈리아에서 제작된 마리오 모니첼리 감독의 1977년 드라마 영화이다. 알베르토 소르디 등이 주연으로 출연하였다.

## 출연

### 주연
- 알베르토 소르디
- 쉘리 윈터스
- 로몰로 발리

## 제작진
- 원작자: 빈센조 세라미